# Un café para Platón
Un café para Platón es una balada de Fernando Ubiergo que trata sobre un estudiante universitario (ficticio) exiliado durante la dictadura chilena. La letra está basada en un hecho real: en la historia de un compañero de Fernando Ubiergo, de los tiempos en que era universitario. En la época, representó el sentir público y fue considerada un himno público a la desaparición de personas, si bien posteriormente Ubiergo confirmó que en realidad se trataba de un exiliado.
En 1977 Ubiergo la cantó en el Festival de la Primavera, retransmitido a todo el país por la Televisión Nacional, obteniendo el primer premio. 
El tema se ha usado en distintos momentos y discursos políticos en Chile y en otros lugares.